# Santiago Eneme
Santiago Eneme Bocari (* 29. září 2000 Malabo) je profesionální fotbalista z Rovníkové Guiney, který hraje na pozici středního či ofensivního záložníka za český klub AC Sparta Praha a za národní tým Rovníkové Guiney.

## Klubová kariéra
Narodil se v Malabu a fotbal začal hrát za Cano Sport Academy v Rovníkové Guineji. V létě 2018 zamířil do akademie francouzského klubu FC Nantes. V průběhu několika let hrát pravidelně za rezervní tým, nastoupil do 51 utkání a objevil se také na lavičce zápasů Ligue 1.
V létě 2023 přestoupil Eneme do českého druholigového klubu MFK Vyškov. Svůj debut si odbyl 5. srpna, kdy nastoupil do utkání proti Vlašimi. Eneme se ihned stal stabilním členem základní sestavy a pomohl klubu až k postupu do baráže o postup do nejvyšší soutěže. V lednu 2024 byl nominován na závěrečný turnaj Africký pohár národů. V průběhu celé sezony odehrál Eneme v dresu Vyškova 24 soutěžních utkání a vstřelil jednu branku.
Dne 14. července 2024 podepsal Eneme smlouvu s českým prvoligovým klubem FC Slovan Liberec do roku 2027. Svůj debut v české nejvyšší soutěži si odbyl 25. srpna, kdy nastoupil do závěru utkání proti Baníku Ostrava. V průběhu sezony se stal stabilním členem základní sestavy trenéra Radoslava Kováče. 26. září vstřelil svou první branku v dresu Liberce, a to při výhře 3:1 nad Povltavskou fotbalovou akademií ve druhém kole MOL Cupu. 26. října se Eneme poprvé prosadil také v nejvyšší soutěži, a to při vysoké výhře 4:0 nad Slováckem. V celé sezoně odehrál 25 soutěžních utkání, v nichž vstřelil 3 branky a přidal 2 asistence.
V květnu 2025 přestoupil Eneme do pražské Sparty za částku okolo 2 milionů euro. V klubu podepsal víceletý kontrakt. Opačným směrem do Slovanu zamířil jedenadvacetiletý obránce Petr Hodouš.

## Reprezentační kariéra
Eneme debutoval v reprezentaci Rovníkové Guiney v roce 2018. V lednu 2018 si zahrál na Africkém mistrovství národů.

## Osobní život
Enemeho mladší bratr, Gustavo Melchor Eneme, je také fotbalista. Byl již také povolán do národního týmu Rovníkové Guineje.